# Червоное (Роменский район)
Червоное (укр. Червоне) — село,
Смеловский сельский совет,
Роменский район,
Сумская область,
Украина.
Код КОАТУУ — 5924188802. Население по переписи 2001 года составляло 145 человек .

## Географическое положение
Село Червоное находится на левом берегу реки Хмелевка,
выше по течению на расстоянии в 2 км расположено село Солодухи,
ниже по течению на расстоянии в 1 км расположено село Басовка.

## Экономика
- Свинотоварная ферма.

## Объекты социальной сферы
- Фельдшерско-акушерский пункт.